# سيندي جارنر
سيندي جارنر (بالإنجليزية: Cindy Garner)‏ هي ممثلة أمريكية، ولدت في 21 ديسمبر 1924 في هاي بوينت في الولايات المتحدة، وتوفيت في 2 يناير 2002 في سانفورد في الولايات المتحدة.

## وصلات خارجية
- سيندي جارنر على موقع IMDb (الإنجليزية)
- سيندي جارنر على موقع قاعدة بيانات الفيلم (الإنجليزية)